# 安邦线和大城堡线
安邦线/大城堡线（英語：Ampang Line/Sri Petaling Line），是巴生谷第三和四条列车线路，也是马来西亚首条轻快铁线。这条路线属于陆路公共交通委员会（SPAD）的大吉隆坡/巴生谷综合运输系统。在路線編碼中，通往安邦為3號線，代表色是橘色，通往大城堡則是4號線，代表色是褐色。
安邦綫和大城堡线前稱「实达线」（STAR LRT），並由Sistem Transit Aliran Ringan（簡稱STAR）的公司管理。現今所有的輕快鐵則由馬來西亞國家基建公司（Prasarana）旗下的快捷通轨道公司管理。此輕快鐵系統共長45.1公里，並是马来西亚的第一条标准轨线路。
安邦線與大城堡線的部分路軌，是沿用在20世紀初，雪蘭莪鐵道所經營之鐵路，該路線由吉隆坡市中心的蘇丹街其自陳秀連站一帶，接著分岔經馬魯里一帶至安邦，另一條則經沙叻秀至加影，形成今日輕快鐵路線之雛形。

## 历史
马来西亚自1980年代起突飞猛进的经济发展，使首都吉隆坡的机动车数量和道路交通流量不断增加；加上马来西亚政府采取扶持国产汽车工业的政策，使马来西亚成为国民汽车拥有率最高的东南亚国家。根据马来西亚政府在1980年代初进行的吉隆坡总体交通规划，预测到2000年首都私人汽车数量将比1980年增加2.8倍，当局有必要改变交通政策和提高公共交通的比重，否则吉隆坡未来不得不面对严重的交通堵塞，因此该规划报告建议在吉隆坡市中心形成以城市轨道交通为主、公共汽车为辅的交通运输系统。
1990年，由马来西亚和外国公司组成的联合体完成吉隆坡轻轨系统（LRT）的可行性研究，建议借鉴香港和新加坡兴建地铁的经验，利用以往市區通往安邦的廢棄鐵路路線，优先興建从市中心通往东南方向、连接安邦和冼都的轻轨铁路。1992年11月，轻轨运输系统私人有限公司（Sistem Transit Aliran Ringan Sdn Bhd）由9家公司合股成立，负责这条轻轨铁路的建设和经营，因此这条路线亦得名为“实达轻轨”（STAR LRT）或“实达线”（STAR Line）。
“STAR”第一期工程全长12.1公里，由安邦站至蘇丹依斯邁站，于1993年8月完成融资协议并正式动工，至1996年12月建成通车。该线是马来西亚第一条轻轨铁路，轨道采用1,435毫米标准轨距，牵引供电制式为750伏特直流第三轨供电；由德国AEG公司（后来为Adtranz）和英国泰勒·伍德罗公司分别作为机电和土木工程承建商；投资模式为BOO模式（建设－拥有－经营）及土地补偿，以配合当时马来西亚政府的公用事业民营化政策。“STAR”二期工程包括北延线（苏丹依斯迈站至冼都东站）和南延线（陈秀连站至大城堡站），两条延线均于1998年建成通车。
然而，实达线和后来的布达拉线建成通车之后，两家轻轨铁路营运商都面临严重的财政困难，主要原因是基础建设和车辆购置费用等固定投资的债务偿还压力，而且客流量水平亦远低于建设规划时的估计。由于吉隆坡的私人汽车拥有比率非常之高，加上政府缺乏对泊车设施和接驳交通等配套的规划，使许多吉隆坡市民仍然习惯使用私人汽车出行，阻碍了城市轨道交通系统使用率的提高。根据安邦线原本的建设规划，最初预计到2003年的日均客流量将达到50万人次，但实际客流量仅达到11万人次。
2001年11月，马来西亚联邦政府不得不负起最后承担者的角色，接管了两家频临破产危机的轻轨铁路营运公司，并由企业债务重组委员会（CDRC）负责对其进行债务重组。随后，为了加强整合吉隆坡的公共交通系统、提升公共交通的营运效率和服务质素，马来西亚联邦政府于2004年7月注资成立吉隆坡快捷通公司（RapidKL），作为马来西亚国家基建公司（Prasarana）的子公司，自2005年1月1日起成为吉隆坡的公共交通营运商，负责经营巴生河流域的轻轨铁路和巴士服务。
2005年7月19日起，吉隆坡快捷通公司宣布将实达轻轨的两条路线，分别命名为安邦線（Ampang Line）及大城堡線（Sri Petaling Line），所有车站标识于2006年完成更名。2007年4月，吉隆坡快捷通公司又再决定将這兩條路線合併及统一命名為安邦線（Ampang Line），不再對兩條支線分别赋予不同名称。2016年7月，吉隆坡快捷通公司又再决定将这两条路线拆分为独立的线路，而中间共相连11站。

## 路線
安邦線屬於中運量系統，全線皆為地上路線，部分路線直接架設在巴生河上方，全長為27公里，设有25个车站，包括12个高架车站、13个地面车站。安邦線由兩條支線組成，其營運模式為“安邦站-冼都東站”（安邦线）與“布特拉高原站-冼都東站”（大城堡线），兩線於陳秀連站匯合，繼續駛往終點站冼都東站。1996年12月16日,安邦站至苏丹依斯迈站之間的線段通車，為馬來西亞最早營運的輕快鐵路線。為了迎接1998年舉辦的英聯邦運動會而建設大城堡支線，本路線從陳秀連站延伸至大城堡站，該次英聯邦運動會的比賽場合主要集中於武吉加里爾站附近的體育園區。1998年12月6日，苏丹依斯迈站至冼都東站之間的路線全線通車。

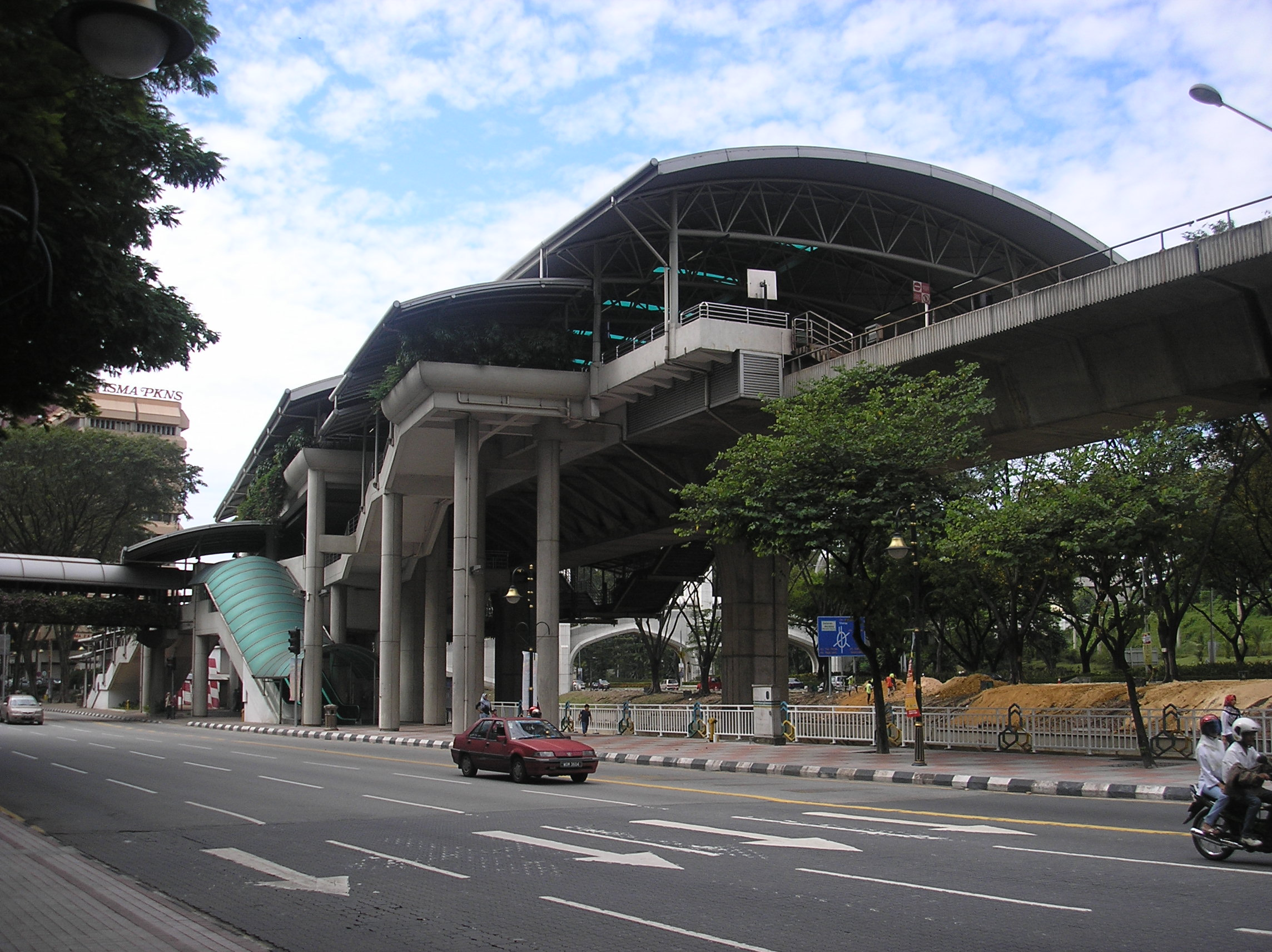
市政局站是安邦線上的一個典型的高架車站

人民广场站至蒂蒂旺沙站的線路是沿著鵝嘜河與巴生河而建，從人民广场站到冼都東站之間皆為高架路線。陳秀連站以東至安邦站皆為地面路線，其他的路線則是高架與路面並存，全線皆為地上路線。
安邦和大城堡線总共設有38站，陳秀連站-冼都東站之間有11站，安邦站-陳秀連站之間有7站，布特拉高原站-陳秀連站之間有20站。另外，在安邦站與丽阳站之間及大城堡站設有兩個轻轨车辆段，提供列車存放於維修服務。
馬來西亞的軌道運輸系統多為米軌，而安邦線採用的卻是標準軌，這是馬來西亞的第一條標準軌線路。

## 大城堡線延長計劃
隨著吉隆坡人口的外移，位於吉隆坡西南部的蒲種人口迅速增長，當地的交通幹道經常面臨嚴重塞車問題。2011年5月26日，馬來西亞政府宣布大城堡線延長計劃。在這計劃下，大城堡線將延長17.7公里，延長路線從大城堡站繼續往南延伸11站（另有2站等至周圍的人口增長後，才會啟用）至布特拉高原站，與格拉那再也線的延長線交會，第一階段从大城堡至金鑾第五區將於2015年10月通車，第二階段从金鑾第五區至公主城將於2016年3月通車，第三階段从公主城至布特拉高原與格拉那再也線的延長線已於2016年6月30日全線通車。

## 車站
| 车站编号 | 图片 | 车站名称           | 车站名称      | 车站名称   | 所在城市[1]         | 启用日期       | 站台类型[2] | 接驳线路[3]                                              |
| 车站编号 | 图片 | 中文               | 馬來文        | 淡米尔文   | 所在城市[1]         | 启用日期       | 站台类型[2] | 接驳线路[3]                                              |
| --- | ---- | ------------------ | ------------- | ---------- | ------------------- | -------------- | ----------- | -------------------------------------------------------- |
| 3 安邦线（Ampang Line） |      |                    |               |            |                     |                |             |                                                          |
| AG1 SP1 |      | 冼都東[4]          | Sentul Timur  | சென்றுள் திமுர்   | 聯邦直轄區 · 吉隆坡 | 1998年12月6日  | 侧          | 4 大城堡线                                               |
| AG2 SP2 |      | 冼都               | Sentul        | சென்றுள்       | 聯邦直轄區 · 吉隆坡 | 1998年12月6日  | 侧          | 4 大城堡线                                               |
| AG3 SP3 MR11 PY13 CC09 |      | 蒂蒂旺沙           | Titiwangsa    | திடிவன்க்ச     | 聯邦直轄區 · 吉隆坡 | 1998年12月6日  | 侧          | 4 大城堡线 8 吉隆坡單軌列車 12 布城线 13 环状线          |
| AG4 SP4 |      | 布特拉世界貿易中心 | PWTC          |            | 聯邦直轄區 · 吉隆坡 | 1998年12月6日  | 侧          | 4 大城堡线 經布特拉站轉乘[5]至 1 芙蓉线和2 巴生港线 KA04 |
| AG5 SP5 |      | 蘇丹依斯邁         | Sultan Ismail | சுல்தான் இஸ்மாயில் | 聯邦直轄區 · 吉隆坡 | 1996年12月16日 | 侧          | 4 大城堡线 經美丹端姑站轉乘至 8 吉隆坡單軌列車 MR9       |
| AG6 SP6 |      | 市政局             | Bandaraya     | பண்டறைய      | 聯邦直轄區 · 吉隆坡 | 1996年12月16日 | 侧          | 4 大城堡线 經中央银行站轉乘至 1 芙蓉线和2 巴生港线 KA03  |
| AG7 SP7 KJ13 |      | 占美清真寺         | Masjid Jamek  | ஜமேக் மசூதி    | 聯邦直轄區 · 吉隆坡 | 1996年12月16日 | 侧          | 4 大城堡线 5 格拉那再也綫                                |
| AG8 SP8 |      | 人民廣場           | Plaza Rakyat  | பல்சா ரக்யத்   | 聯邦直轄區 · 吉隆坡 | 1996年12月16日 | 侧          | 4 大城堡线 經默迪卡站轉乘至 9 加影线 KG17                |
| AG9 SP9 MR4 |      | 漢都亞             | Hang Tuah     | ஹங் துஅஹ்     | 聯邦直轄區 · 吉隆坡 | 1996年12月16日 | 侧          | 4 大城堡线 8 吉隆坡單軌列車                              |
| AG10 SP10 |      | 半山芭             | Pudu          | புது         | 聯邦直轄區 · 吉隆坡 | 1996年12月16日 | 侧          | 4 大城堡线                                               |
| AG11 SP11 PY20 |      | 陳秀連             | Chan Sow Lin  | சந சு லின்    | 聯邦直轄區 · 吉隆坡 | 1996年12月16日 | 混合        | 4 大城堡线 12 布城线                                     |
| AG12 |      | 美和家             | Miharja       | மிஹர்ச       | 聯邦直轄區 · 吉隆坡 | 1996年12月16日 | 侧          |                                                          |
| AG13 KG22 |      | 馬魯里             | Maluri        | மலுரி        | 聯邦直轄區 · 吉隆坡 | 1996年12月16日 | 侧          | 9 加影线                                                 |
| AG14 |      | 班登再也           | Pandan Jaya   | பந்தன் ஜெயா    | 雪蘭莪 · 安邦       | 1996年12月16日 | 侧          |                                                          |
| AG15 CC20 |      | 班登英達           | Pandan Indah  | பந்தன் இந்த்   | 雪蘭莪 · 安邦       | 1996年12月16日 | 侧          | 13 环状线                                                |
| AG16 |      | 千百家             | Cempaka       | செம்பாக       | 雪蘭莪 · 安邦       | 1996年12月16日 | 侧          |                                                          |
| AG17 |      | 丽阳               | Cahaya        | கஹய        | 雪蘭莪 · 安邦       | 1996年12月16日 | 侧          |                                                          |
| AG18 |      | 安邦               | Ampang        | அம்பாங்       | 雪蘭莪 · 安邦       | 1996年12月16日 | 岛          |                                                          |
| 注释 |      |                    |               |            |                     |                |             |                                                          |
| 1↑ 城市定义依据各州市辖区，非县区。 2↑ 侧：侧式站台，岛：岛式站台，混合: 混合式站台 3↑ 斜体标示的换乘或转乘，尚未启用。 4↑ 斜体标示的车站尚未启用。粗体标示的车站表示提供停车转乘🅿 5↑ 轉乘與換乘不在此條目進行區別，請參見轉乘站和換乘站。 |      |                    |               |            |                     |                |             |                                                          |
| 论 编 |      |                    |               |            |                     |                |             |                                                          |

| 车站编号 | 图片 | 车站名称           | 车站名称                    | 车站名称       | 所在城市[1]       | 启用日期       | 站台类型[2] | 接驳线路[3]                                            |
| 车站编号 | 图片 | 中文               | 馬來文                      | 淡米尔文       | 所在城市[1]       | 启用日期       | 站台类型[2] | 接驳线路[3]                                            |
| --- | ---- | ------------------ | --------------------------- | -------------- | ----------------- | -------------- | ----------- | ------------------------------------------------------ |
| 4 大城堡线（Sri Petaling Line） |      |                    |                             |                |                   |                |             |                                                        |
| SP1 AG1 |      | 冼都東[4]          | Sentul Timur                | சென்றுள் திமுர்       | 联邦直辖区 吉隆坡 | 1998年12月6日  | 侧          | 3 安邦线                                               |
| SP2 AG2 |      | 冼都               | Sentul                      | சென்றுள்           | 联邦直辖区 吉隆坡 | 1998年12月6日  | 侧          | 3 安邦线                                               |
| SP3 AG3 MR11 PY13 CC09 |      | 蒂蒂旺沙           | Titiwangsa                  | திடிவன்க்ச         | 联邦直辖区 吉隆坡 | 1998年12月6日  | 侧          | 3 安邦线 8 吉隆坡單軌列車 12 布城线 13 环状线          |
| SP4 AG4 |      | 布特拉世界貿易中心 | PWTC                        |                | 联邦直辖区 吉隆坡 | 1998年12月6日  | 侧          | 3 安邦线 經布特拉站轉乘[5]至 1 芙蓉线和2 巴生港线 KA04 |
| SP5 AG5 |      | 蘇丹依斯邁         | Sultan Ismail               | சுல்தான் இஸ்மாயில்     | 联邦直辖区 吉隆坡 | 1996年12月16日 | 侧          | 3 安邦线 經美丹端姑站轉乘至 8 吉隆坡單軌列車 MR9 巴士  |
| SP6 AG6 |      | 市政局             | Bandaraya                   | பண்டறைய          | 联邦直辖区 吉隆坡 | 1996年12月16日 | 侧          | 3 安邦线 經中央银行站轉乘至 1 芙蓉线和2 巴生港线 KA03  |
| SP7 AG7 KJ13 |      | 占美清真寺         | Masjid Jamek                | ஜமேக் மசூதி        | 联邦直辖区 吉隆坡 | 1996年12月16日 | 侧          | 3 安邦线 5 格拉那再也綫                                |
| SP8 AG8 |      | 人民廣場           | Plaza Rakyat                | பல்சா ரக்யத்       | 联邦直辖区 吉隆坡 | 1996年12月16日 | 侧          | 3 安邦线 經默迪卡站轉乘至 9 加影线 KG17                |
| SP9 AG9 MR4 |      | 漢都亞             | Hang Tuah                   | ஹங் துஅஹ்         | 联邦直辖区 吉隆坡 | 1996年12月16日 | 侧          | 3 安邦线 8 吉隆坡單軌列車                              |
| SP10 AG10 |      | 半山芭             | Pudu                        | புது             | 联邦直辖区 吉隆坡 | 1996年12月16日 | 侧          | 3 安邦线                                               |
| SP11 AG11 PY20 |      | 陳秀連             | Chan Sow Lin                | சந சு லின்        | 联邦直辖区 吉隆坡 | 1996年12月16日 | 混合        | 3 安邦线 12 布城线                                     |
| SP12 |      | 蕉賴               | Cheras                      | செராஸ்            | 联邦直辖区 吉隆坡 | 1998年7月11日  | 侧          |                                                        |
| SP13 CC |      | 沙叻秀             | Salak Selatan               | சலக் தெற்க        | 联邦直辖区 吉隆坡 | 1998年7月11日  | 侧          | 13 环状线                                              |
| SP14 |      | 敦拉薩鎮           | Bandar Tun Razak            | நகரம் துன் ரசாக்    | 联邦直辖区 吉隆坡 | 1998年7月11日  | 侧          |                                                        |
| SP15 KB04 |      | 南湖鎮             | Bandar Tasik Selatan        | நகரம் தசிக் செலடான்  | 联邦直辖区 吉隆坡 | 1998年7月11日  | 岛          | 1 芙蓉线 7 吉隆坡机场支线                              |
| SP16 PY25 |      | 新街場             | Sungai Besi                 | சுங்கை பேசி         | 联邦直辖区 吉隆坡 | 1998年7月11日  | 侧          | 12 布城线                                              |
| SP17 |      | 武吉加里爾         | Bukit Jalil                 | புகிட் ஜலில்        | 联邦直辖区 吉隆坡 | 1998年7月11日  | 侧          |                                                        |
| SP18 |      | 大城堡             | Sri Petaling                | ஸ்ரீ பெட்டாலிங்       | 联邦直辖区 吉隆坡 | 1998年7月11日  | 侧          |                                                        |
| SP19 |      | 阿旺柏沙           | Awan Besar                  | அவான் புசார்        | 联邦直辖区 吉隆坡 | 2015年10月31日 | 岛          |                                                        |
| SP20 |      | 親善               | Muhibbah                    | நல்லெண்ண          | 联邦直辖区 吉隆坡 | 2015年10月31日 | 侧          |                                                        |
| SP21 |      | 阿南蘇特拉         | Alam Sutera                 | ஆலம் சூட்டர்ரா      | 联邦直辖区 吉隆坡 | 2015年10月31日 | 侧          |                                                        |
| SP22 |      | 金鑾第五區         | Kinrara BK5                 | கின்ஆர்ஆர் BK5     | 雪兰莪州 梳邦再也 | 2015年10月31日 | 侧          |                                                        |
| SP23 |      | 金鑾第三區         | Kinrara BK3                 | கின்ஆர்ஆர் BK3     | 雪兰莪州 梳邦再也 | 未來規劃車站   | 未知        |                                                        |
| SP24 |      | IOI蒲种再也        | IOI Puchong Jaya            | IOI புச்சோங் ஜெயா    | 雪兰莪州 梳邦再也 | 2016年3月31日  | 侧          |                                                        |
| SP25 |      | 蒲種市中心         | Pusat Bandar Puchong        | சென்டர் பந்தர் புச்சோங் | 雪兰莪州 梳邦再也 | 2016年3月31日  | 侧          |                                                        |
| SP26 |      | 蒲種工業区         | Taman Perindustrian Puchong | தாமான்தொ ழில் புச்சோங்   | 雪兰莪州 梳邦再也 | 2016年3月31日  | 侧          |                                                        |
| SP27 |      | 公主城             | Bandar Puteri               | நகரம் வழிகாட்டிகள்   | 雪兰莪州 梳邦再也 | 2016年3月31日  | 岛          | 双文丹货运线                                           |
| SP28 |      | 蒲種柏蘭嶺         | Puchong Perdana             | புச்சோங் பெர்டானா      | 雪兰莪州 梳邦再也 | 2016年6月30日  | 侧          |                                                        |
| SP29 |      | 蒲種柏麗瑪         | Puchong Prima               | புச்சோங் ப்ரைமா       | 雪兰莪州 梳邦再也 | 2016年6月30日  | 侧          |                                                        |
| SP30 |      | 甘榜斯里阿曼       | Kampung Sri Aman            |                | 雪兰莪州 梳邦再也 | 未來規劃車站   | 未知        |                                                        |
| SP31 KJ37 |      | 布特拉高原         | Putra Heights               | புத்ரா ஹைட்ஸ்        | 雪兰莪州 梳邦再也 | 2016年6月30日  | 侧          | 5 格拉那再也綫                                         |
| 注释 |      |                    |                             |                |                   |                |             |                                                        |
| 1↑ 城市定义依据各州市辖区，非县区。 2↑ 侧：侧式站台，岛：岛式站台，混合：混合式站台 3↑ 斜体标示的换乘或转乘，尚未启用。 4↑ 斜体标示的车站尚未启用。粗体标示的车站表示提供停车转乘🅿 5↑ 轉乘與換乘不在此條目進行區別，請參見轉乘站和換乘站。 |      |                    |                             |                |                   |                |             |                                                        |
| 论 编 |      |                    |                             |                |                   |                |             |                                                        |

## 意外事件
安邦线/大城堡线自從投入服务以来曾发生意外事故。

#### 冼都东站脱轨意外
2006年10月27日，一辆六车厢列車在安邦綫冼都東站的盡頭發生脫軌意外，列車的半截車廂衝出軌道，懸掛於30米的半空中，導致該站停止服務逾20分鐘，无人在这场意外中受伤。
2007年11月24日，一輛临近冼都東站的六節
车厢列車的中间两节发生车厢脫軌意外，造成十名乘客受困，无人受伤。

#### 武吉加里爾站列车相撞意外
2008年9月24日，大城堡线发生意外，两辆六车厢列車在武吉加里爾站发生碰撞。一列轻快铁列车從新街场站方向駛至該站约200米外停下，後另一列轻快铁列车从后方撞上，造成六名乘客受伤。

#### 市政局和占美清真寺轨道扭曲
2023年1月27日，在市政局站附近发现了一条扭结的轨道以及破裂的高架桥和码头，出于安全原因，市政局和占美清真寺轻轨站之间的路线暂时关闭。受影响的车站提供免费班车。调查发现，这是由附近一栋44层酒店施工引起的。 预计修复需要长达七个月的时间。然而，在附近另外两座高架桥发现其他几处损坏后，修复工作至2024年2月17日。

#### 蒲种市中心站乘客坠轨事故
2025年6月3日，一名63岁台湾籍男子在蒲种市中心站等列车，疑似没有观察月台不慎跌入轨道惨遭列车碾毙导致大城堡线服务中断。

## 接驳的其他轨道系统

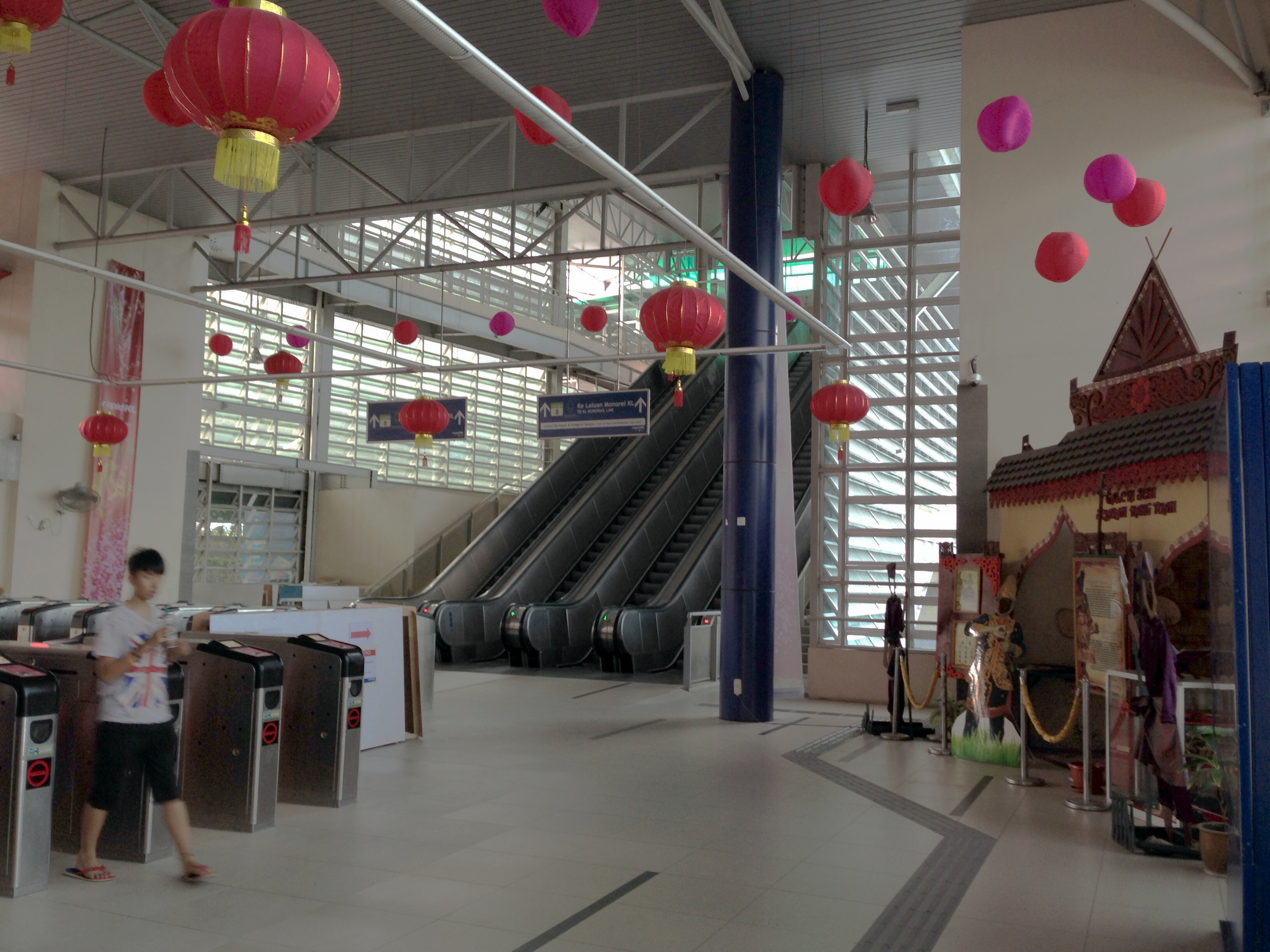
漢都亞站的轉乘空間

2012年前因各路線屬於不同的公司營運，因此各路線的票券亦不相通，需要出站轉車。近年來，吉隆坡快捷通統一管理目前的輕快鐵與單軌路線後，推出了新一代的投幣式車票後，並開始將旗下的路線的票券整合起來，目前乘客可於漢都亞站、占美清真寺站與蒂蒂旺沙站直接轉乘至其他的路線，不需另外出站購票。於吉隆坡中央車站交會的吉隆坡單軌與格拉那再也線因月台之間有一段距離，需要進行站外轉乘。
芙蓉線與巴生港線因屬於馬來亞鐵道管理，所以仍不能與吉隆坡快捷通旗下的路線進行站內轉車。目前兩家公司的月台與票券的整合工作正在進行中。

## 使用车辆

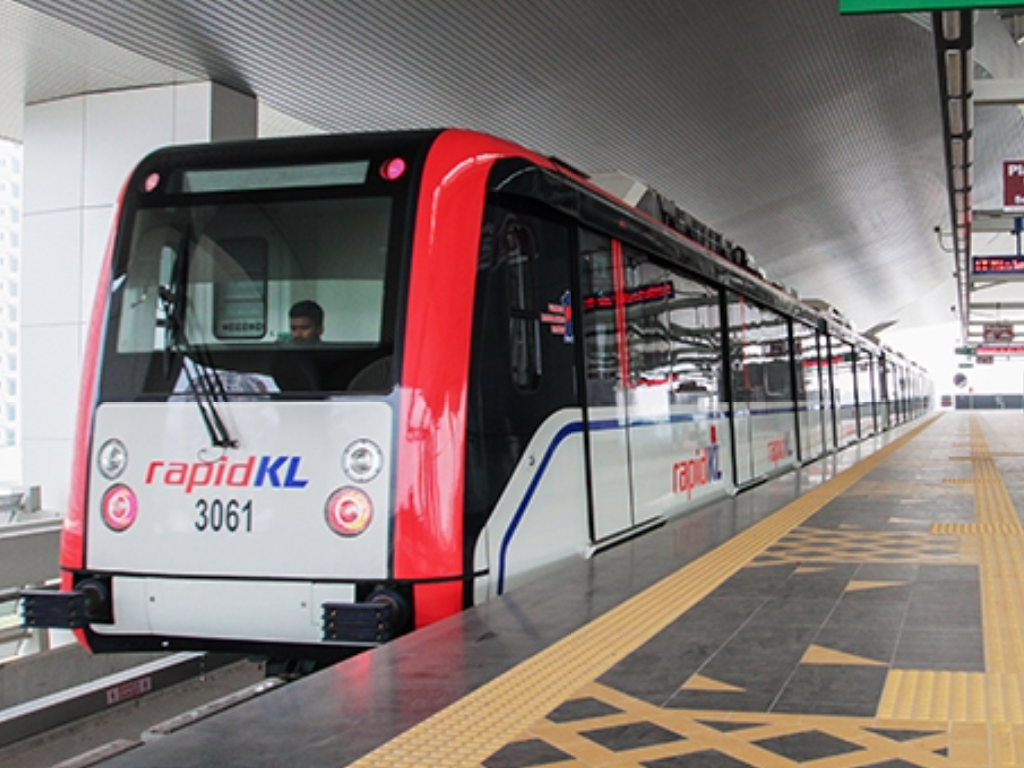
安邦线/大城堡线车辆

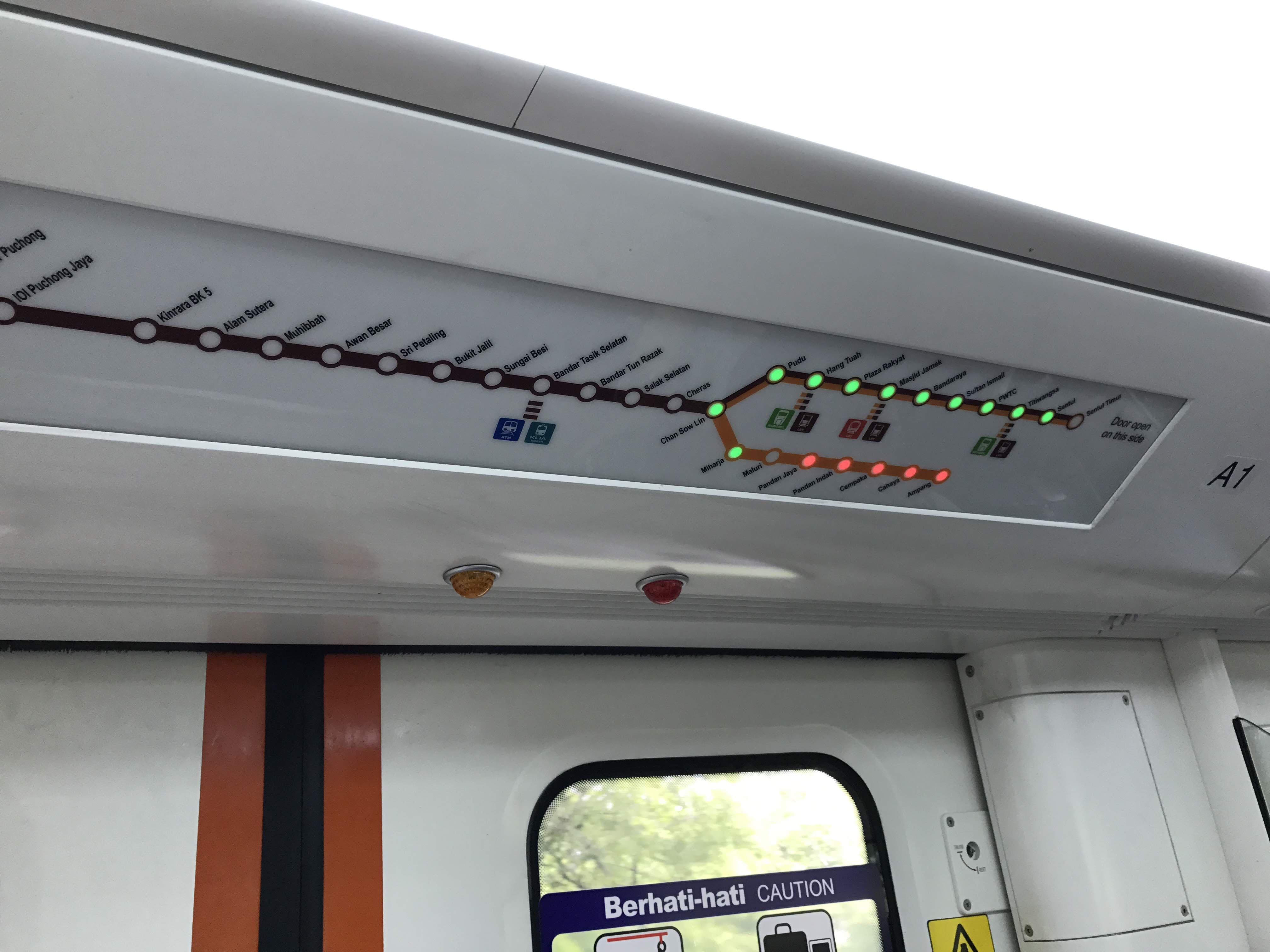
安邦线/大城堡线車廂的閃燈路綫圖

安邦线自1996年起使用30组由Adtranz设计及授权澳大利亚沃尔克斯公司制造的轻轨列车，列车部分设计借鉴自澳大利亚为香港輕鐵制造的第一代輕鐵車輛。轻轨列车以6辆编组方式运行，每两节车厢组成一个动力单元。车辆分为带有司机室的控制动车（Mc）和无司机室的中间动车（M）两种形式。每个单元设有三个转向架，包括两个动力转向架和一个中间铰接式转向架。轻轨车辆采用不锈钢车体，每节车厢设有三对双页外挂滑动式车门。每列6辆编组列车的座席数量为168个，整列列车最大载客量为1200人。
马来西亚国家基建公司为了配合即将完成的安邦延长线工程，于2012年4月向中国南车株洲电力机车有限公司采购20列（120辆）轻轨列车，合约总值约3亿7000万令吉；列车以南车株机公司为土耳其伊兹密尔地铁提供的轻轨车辆为基础，其中6组列车在马来西亚本土的南车马来西亚轨道交通装备制造基地进行组装。2014年10月，马来西亚国家基建公司再度向南车株机公司采购30列（180辆）轻轨列车，合约总值约6亿2000万令吉，这批列车将用于替换已经老化的第一代轻轨车辆，其中9组列车在马来西亚本土的南车基地实现本地化生产；国家基建公司与南车株机公司是以折价贴换方式合作，国家基建公司从中国南车增购30组新列车的同时，南车株机公司则负责回收及处理安邦线的30组旧列车。
自2016年12月1日起，其餘的中國南車株洲電力機車有限公司（今中國中車株洲電力機車有限公司）製造的“AMY”列車將正式投入服務。與此同時，已服務將近20年的老舊Adtranz列車將完成其歷史任務，正式退役。這也意味著馬來西亞史上第一代輕軌列車型將畫下完美的句點。